# Sonny & Cher
A Sonny & Cher amerikai pop/rock/folk duó volt 1964-től 1977-ig. Sonny Bono és felesége, Cher alkották. Legismertebb dalaik a "Baby Don't Go" és az "I Got You Babe". A Rolling Stone magazin "20 legjobb zenei duó" listáján a 18. helyet szerezték meg.

## Története
Cher 1962-ben, egy kávéházban találkozott Sonny Bonóval, 16 éves korában. Jó barátságot kötöttek egymással, majd szerelembe estek egymással. Bono Phil Spector producerrel dolgozott Hollywoodban. Bonónak köszönhetően Cher több klasszikus dalban vokálozott, amelyeknek Spector volt a producere (pl. The Ronettes - Be My Baby, The Righteous Brothers - You’ve Lost That Loving Feeling, Darlene Love - „A Fine, Fine Boy”). 
Ezt követően elkezdtek duóban énekelni, eleinte "Caesar & Cleo" néven. 1964-ben rögzítették a „Baby Don’t Go” című számot, amely nagy siker lett. Pályafutásuk alatt öt nagylemezt adtak ki. A maguk idejében nagyon népszerűnek számítottak, még saját tévéműsoruk is volt The Sonny & Cher Comedy Hour (később The Sonny & Cher Show) néven, illetve játékbabák is készültek a duó tagjaiból. Sonny és Cher 1974-ben elváltak, így a duó 1977-ben feloszlott. Sonny Bono 1998-ban elhunyt, 62 éves korában, síbaleset következtében. Cher pedig szóló karriert folytat.

## Diszkográfia
- Look at Us (1965)
- The Wondrous World of Sonny & Chér (1966)
- In Case You're in Love (1967)
- All I Ever Need Is You (1972)
- Mama Was a Rock and Roll Singer, Papa Used to Write All Her Songs (1973)